# Isaba
Isaba (in castigliano e Izaba in basco), è un comune spagnolo di 510 abitanti situato nella comunità autonoma della Navarra.